# Væragtig
Væragtig var en en gammel germansk ceremoni, hvor en fyrste ophøjede en page til hofsinde, eller den adelige dreng blev erklæret for mand og gik fra den personlige tjeneste over i krigstjensten. Ordet er indlånt fra tysk, og bør staves værgagtig. Skikken forsvandt mere eller mere efter år 1600. Ofte blev ophøjelsen betragtet som belønning fra fyrstens side, for mod, evner og flid. Da den personlige opførsel derfor var medvirkende, synes tidspunktet for ceremonien heller ikke at have været fast. Oftest var den begunstigede 20—25 år gammel. Det var altid hans herre, fyrsten, der gjorde ham værgagtig. Tilsyneladende skete det ofte overværelse af hele hoffet og var dermed forbundet med en vis højtidelighed. Herren gav ham typisk hest og harnisk. Undertiden blev den unge adelsmand i den samme fyrstes tjeneste efter at være gjort værgagtig, men typisk skiftede han netop stilling efter ophøjelsen. Om Axel Brahe siges det, at da grev Gunther af Schwarzburg havde gjort ham værgagtig, tog han sin afsked fra ham, "kom her ind udi landet igen og stafferet sig med heste", og derefter gik han i tjeneste hos kurfyrsten af Brandenburg. Og om Steen Maltesen Sehested fortælles der, at han tjente som "spitzdreng og opvarter" hos prinsen af Oranien, indtil han gjorde ham værgagtig, "så tjente han blandt knægtene".